# Крига (струмок)
Крига — струмок в Україні, у Сумському районі Сумської області. Ліва притока Криги (басейн Дніпра).

## Опис
Довжина річки 18 км., похил річки — 2,5 м/км. Площа басейну 106 км².

## Розташування
Бере початок у селі Графське. Тече переважно на північний захід через Баїху і на південному сході від Василівщини впадає у річку Кригу, праву притоку Вири. 
Населені пункти вздовж берегової смуги: Річки, Мар'янівка.